# Cataxipha euxantha
Cataxipha euxantha är en fjärilsart som beskrevs av László Anthony Gozmány. Cataxipha euxantha ingår i släktet Cataxipha och familjen äkta malar. Inga underarter finns listade i Catalogue of Life.